# Lista de telenovelas e séries da GMA Network
Este artigo é uma lista de telenovelas ou séries dramáticas que foram originalmente exibidas na GMA Network. Os títulos são classificados pela década e ano de seu lançamento. Antologias de drama são excluídas.

## Década de 1980
| Título                 | Data de estreia        | Data final              | Notas                                                                         |
| ---------------------- | ---------------------- | ----------------------- | ----------------------------------------------------------------------------- |
| Anna Liza              | 4 de fevereiro de 1980 | 10 de maio de 1985      | Produzida por Happy Vision Corporation e Television International Corporation |
| Guni Guni              | 1980                   | 1980                    |                                                                               |
| Nang Dahil sa Pag-Ibig | 7 de setembro de 1981  | 1 de janeiro de 1982    |                                                                               |
| Yagit                  | 25 de abril de 1983    | 2 de agosto de 1985     |                                                                               |
| Amorsola               | 5 de agosto de 1985    | 1985                    |                                                                               |
| Mirasol del Cielo      | 6 de janeiro de 1986   | 27 de fevereiro de 1987 |                                                                               |
| Andrea Amor            | 1986                   | 1986                    |                                                                               |
| Princess               | 1986                   | 1990                    |                                                                               |
| Gintong Kristal        | 2 de março de 1987     | 1988                    |                                                                               |
| Golpe de Gulo          | 1987                   | 1989                    |                                                                               |
| Kaming Mga Ulila       | 1987                   | 1987                    |                                                                               |
| Evelio                 | 1988                   | 1988                    |                                                                               |
| Kadenang Rosas         | 1988                   | 1989                    |                                                                               |

## Década de 1990

### 1994
| Título       | Data de estreia | Data final |
| ------------ | --------------- | ---------- |
| Batong Buhay | 1994            | 1994       |
| Angelito     | 1994            | 1996       |

### 1995
| Título           | Data de estreia       | Data final             | Notas                            |
| ---------------- | --------------------- | ---------------------- | -------------------------------- |
| Valiente         | 30 de janeiro de 1995 | 12 de setembro de 1997 | Produzida por TAPE Inc.          |
| Kadenang Kristal | 31 de julho de 1995   | 9 de agosto de 1996    | Produzida por TAPE Inc.          |
| T.G.I.S.         | 12 de agosto de 1995  | 27 de novembro de 1999 | Produzida por Viva Entertainment |
| Villa Quintana   | 6 de novembro de 1995 | 24 de janeiro de 1997  | Produzida por Viva Entertainment |

### 1996
| Título        | Data de estreia        | Data final           | Notas                            |
| ------------- | ---------------------- | -------------------- | -------------------------------- |
| Lyra          | 8 de abril de 1996     | 3 de janeiro de 1997 |                                  |
| Mia Gracia    | 12 de agosto de 1996   | 15 de agosto de 1997 | Produzida por TAPE Inc.          |
| Anna Karenina | 10 de novembro de 1996 | 28 de abril de 2002  | Produzida por Viva Entertainment |

### 1997
| Título       | Data de estreia          | Data final              | Notas                            |
| ------------ | ------------------------ | ----------------------- | -------------------------------- |
| Ikaw na Sana | 17 de março de 1997      | 3 de abril de 1998      | Produzida por Viva Entertainment |
| Growing Up   | 2 de junho de 1997       | 12 de fevereiro de 1999 | Produzida por Viva Entertainment |
| Del Tierro   | 15 de septiembre de 1997 | 14 de mayo de 1999      | Producida por TAPE Inc.          |

### 1998
| Título                  | Data de estreia      | Data final              | Notas                            |
| ----------------------- | -------------------- | ----------------------- | -------------------------------- |
| Ganyan Kita Kamahal     | 13 de abril de 1998  | 7 de agosto de 1998     | Produzida por Viva Entertainment |
| Halik sa Apoy           | 10 de agosto de 1998 | 26 de fevereiro de 1999 | Produzida por Viva Entertainment |
| TEXT (The Extreme Team) | 1998                 | 1999                    |                                  |

### 1999
| Título                             | Data de estreia         | Data final            | Notas                   |
| ---------------------------------- | ----------------------- | --------------------- | ----------------------- |
| Rio Del Mar                        | 15 de fevereiro de 1999 | 9 de março de 2001    | Producida por TAPE Inc. |
| Di Ba't Ikaw                       | 17 de maio de 1999      | 29 de outubro de 1999 |                         |
| Kirara, Ano ang Kulay ng Pag-ibig? | 16 de agosto de 1999    | 2 de novembro de 2001 | Producida por TAPE Inc. |
| Pintados                           | 4 de setembro de 1999   | 2 de setembro de 2000 |                         |
| L                                  | 1999                    | 2000                  |                         |
| Codename: Verano                   | 1999                    | 2000                  |                         |
| Click                              | 4 de dezembro de 1999   | 24 de julho de 2004   |                         |
| Liwanag ng Hatinggabi              | 6 de dezembro de 1999   | 27 de março de 2000   |                         |

## Década de 2000

### 2000
| Título              | Data de estreia       | Data final             |
| ------------------- | --------------------- | ---------------------- |
| Tago Ka Na!         | 3 de abril de 2000    | 29 de maio de 2000     |
| Umulan Man o Umaraw | 5 de junho de 2000    | 28 de agosto de 2000   |
| Munting Anghel      | 4 de setembro de 2000 | 27 de novembro de 2000 |
| Tuwing Kapiling Ka  | 4 de dezembro de 2000 | 19 de março de 2001    |

### 2001
| Título                          | Data de estreia       | Data final             | Notas                   |
| ------------------------------- | --------------------- | ---------------------- | ----------------------- |
| Biglang Sibol, Bayang Impasibol | 12 de março de 2001   | 25 de enero de 2002    | Produzida por TAPE Inc. |
| Ikaw Lang ang Mamahalin         | 26 de março de 2001   | 1 de novembro de 2002  |                         |
| Sa Dako Pa Roon                 | 5 de novembro de 2001 | 30 de novembro de 2001 |                         |
| Sana ay Ikaw na Nga             | 3 de dezembro de 2001 | 25 de abril de 2003    |                         |

### 2002
| Título              | Data de estreia       | Data final            |
| ------------------- | --------------------- | --------------------- |
| Kung Mawawala Ka    | 22 de abril de 2002   | 6 de junho de 2003    |
| Kahit Kailan        | 5 de maio de 2002     | 6 de julho de 2003    |
| Ang Iibigin ay Ikaw | 8 de julho de 2002    | 11 de abril de 2003   |
| Habang Kapiling Ka  | 4 de novembro de 2002 | 17 de outubro de 2003 |

### 2003
| Título                     | Data de estreia        | Data final              | Notas                   |
| -------------------------- | ---------------------- | ----------------------- | ----------------------- |
| Ang Iibigin ay Ikaw Pa Rin | 14 de abril de 2003    | 22 de agosto de 2003    |                         |
| Narito Ang Puso Ko         | 9 de junho de 2003     | 5 de março de 2004      |                         |
| Hawak Ko ang Langit        | 14 de julho de 2003    | 7 de novembro de 2003   | Producida por TAPE Inc. |
| Twin Hearts                | 20 de outubro de 2003  | 18 de junho de 2004     |                         |
| Walang Hanggan             | 10 de novembro de 2003 | 27 de fevereiro de 2004 | Produzida por TAPE Inc. |

### 2004
| Título                                            | Data de estreia        | Data final             | Notas                   |
| ------------------------------------------------- | ---------------------- | ---------------------- | ----------------------- |
| Te Amo, Maging Sino Ka Man                        | 2 de fevereiro de 2004 | 17 de setembro de 2004 |                         |
| Ikaw sa Puso Ko                                   | 1 de março de 2004     | 15 de outubro de 2004  | Produzida por TAPE Inc. |
| Hanggang Kailan                                   | 8 de março de 2004     | 13 de agosto de 2004   |                         |
| Marinara                                          | 21 de junho de 2004    | 1 de outubro de 2004   |                         |
| Mulawin                                           | 2 de agosto de 2004    | 18 de março de 2005    |                         |
| Joyride                                           | 16 de agosto de 2004   | 11 de março de 2005    |                         |
| Forever in My Heart                               | 27 de setembro de 2004 | 7 de janeiro de 2005   |                         |
| Leya, ang Pinakamagandang Babae sa Ilalim ng Lupa | 18 de outubro de 2004  | 28 de janeiro de 2005  | Produzida por TAPE Inc. |

### 2005
| Título                                         | Data de estreia        | Data final              | Notas                   |
| ---------------------------------------------- | ---------------------- | ----------------------- | ----------------------- |
| Saang Sulok ng Langit                          | 31 de janeiro de 2005  | 12 de agosto de 2005    | Produzida por TAPE Inc. |
| Mukha                                          | 14 de março de 2005    | 10 de junho de 2005     |                         |
| Darna                                          | 4 de abril de 2005     | 25 de novembro de 2005  |                         |
| Encantadia                                     | 2 de maio de 2005      | 9 de dezembro de 2005   |                         |
| Ganti                                          | 13 de junho de 2005    | 21 de outubro de 2005   |                         |
| Sugo                                           | 4 de julho de 2005     | 10 de fevereiro de 2006 |                         |
| Kung Mamahalin Mo Lang Ako                     | 15 de agosto de 2005   | 17 de fevereiro de 2006 | Produzida por TAPE Inc. |
| Agos                                           | 24 de outubro de 2005  | 6 de janeiro de 2006    |                         |
| Etheria: Ang Ika-Limang Kaharian ng Encantadia | 12 de dezembro de 2005 | 17 de fevereiro de 2006 |                         |

### 2006
| Título                              | Data de estreia         | Data final              | Notas                                          |
| ----------------------------------- | ----------------------- | ----------------------- | ---------------------------------------------- |
| Tinig                               | 9 de janeiro de 2006    | 12 de abril de 2006     |                                                |
| Agawin Mo Man ang Lahat             | 20 de fevereiro de 2006 | 7 de julho de 2006      | Produzida por TAPE Inc.                        |
| Hongkong Flight 143                 | 20 de fevereiro de 2006 | 12 de maio de 2006      | Produzida por KB Entertainment Unlimited, Inc. |
| Encantadia: Pag-ibig Hanggang Wakas | 20 de fevereiro de 2006 | 28 de abril de 2006     |                                                |
| Majika                              | 20 de março de 2006     | 29 de setembro de 2006  |                                                |
| Duyan                               | 17 de abril de 2006     | 21 de julho de 2006     |                                                |
| Fantastikids                        | 6 de maio de 2006       | 9 de dezembro de 2006   |                                                |
| I Luv NY                            | 15 de maio de 2006      | 8 de setembro de 2006   |                                                |
| Captain Barbell                     | 29 de maio de 2006      | 12 de janeiro de 2007   |                                                |
| Linlang                             | 24 de julho de 2006     | 22 de setembro de 2006  |                                                |
| Pinakamamahal                       | 14 de agosto de 2006    | 3 de novembro de 2006   | Produzida por TAPE Inc.                        |
| Bakekang                            | 11 de setembro de 2006  | 30 de março de 2007     |                                                |
| Dangal                              | 25 de setembro de 2006  | 24 de novembro de 2006  |                                                |
| Atlantika                           | 2 de outubro de 2006    | 9 de fevereiro de 2007  |                                                |
| Makita Ka Lang Muli                 | 6 de novembro de 2006   | 16 de fevereiro de 2007 | Produzida por TAPE Inc.                        |

### 2007
| Título                     | Data de estreia         | Data final              |
| -------------------------- | ----------------------- | ----------------------- |
| Asian Treasures            | 15 de janeiro de 2007   | 29 de junho de 2007     |
| Princess Charming          | 29 de janeiro de 2007   | 27 de abril de 2007     |
| Super Twins                | 12 de fevereiro de 2007 | 1 de junho de 2007      |
| Muli                       | 19 de fevereiro de 2007 | 18 de maio de 2007      |
| Lupin                      | 9 de abril de 2007      | 17 de agosto de 2007    |
| Sinasamba Kita             | 30 de abril de 2007     | 27 de julho de 2007     |
| Pati Ba Pintig ng Puso     | 21 de maio de 2007      | 7 de setembro de 2007   |
| Impostora                  | 4 de junho de 2007      | 21 de setembro de 2007  |
| Mga Mata ni Anghelita      | 2 de julho de 2007      | 5 de outubro de 2007    |
| Kung Mahawi Man ang Ulap   | 30 de julho de 2007     | 9 de novembro de 2007   |
| MariMar                    | 13 de agosto de 2007    | 14 de março de 2008     |
| Pasan Ko ang Daigdig       | 10 de setembro de 2007  | 11 de janeiro de 2008   |
| Zaido: Pulis Pangkalawakan | 24 de setembro de 2007  | 8 de fevereiro de 2008  |
| La Vendetta                | 29 de outubro de 2007   | 18 de janeiro de 2008   |
| My Only Love               | 12 de novembro de 2007  | 29 de fevereiro de 2008 |
| Kamandag                   | 19 de novembro de 2007  | 25 de abril de 2008     |

### 2008
| Título                        | Data de estreia         | Data final              |
| ----------------------------- | ----------------------- | ----------------------- |
| Maging Akin Ka Lamang         | 21 de janeiro de 2008   | 9 de maio de 2008       |
| E.S.P.                        | 4 de fevereiro de 2008  | 8 de maio de 2008       |
| Joaquin Bordado               | 11 de fevereiro de 2008 | 11 de julho de 2008     |
| Kaputol ng Isang Awit         | 3 de março de 2008      | 13 de junho de 2008     |
| Babangon Ako't Dudurugin Kita | 24 de março de 2008     | 27 de junho de 2008     |
| Dyesebel                      | 28 de abril de 2008     | 17 de outubro de 2008   |
| Magdusa Ka                    | 12 de maio de 2008      | 29 de agosto de 2008    |
| Gaano Kadalas ang Minsan?     | 23 de junho de 2008     | 7 de novembro de 2008   |
| Ako si Kim Samsoon            | 30 de junho de 2008     | 10 de outubro de 2008   |
| Codename: Asero               | 14 de julho de 2008     | 14 de novembro de 2008  |
| Una Kang Naging Akin          | 1 de setembro de 2008   | 19 de dezembro de 2008  |
| LaLola                        | 13 de outubro de 2008   | 6 de fevereiro de 2009  |
| Gagambino                     | 20 de outubro de 2008   | 20 de fevereiro de 2009 |
| Saan Darating ang Umaga?      | 10 de novembro de 2008  | 27 de fevereiro de 2009 |
| Luna Mystika                  | 17 de novembro de 2008  | 6 de março de 2009      |

### 2009
| Título                               | Data de estreia         | Data final              |
| ------------------------------------ | ----------------------- | ----------------------- |
| Ang Babaeng Hinugot sa Aking Tadyang | 9 de fevereiro de 2009  | 1 de maio de 2009       |
| Paano Ba ang Mangarap?               | 16 de fevereiro de 2009 | 5 de junho de 2009      |
| Totoy Bato                           | 23 de fevereiro de 2009 | 3 de julho de 2009      |
| Dapat Ka Bang Mahalin?               | 2 de março de 2009      | 19 de junho de 2009     |
| All About Eve                        | 9 de março de 2009      | 5 de junho de 2009      |
| Zorro                                | 23 de março de 2009     | 7 de agosto de 2009     |
| Ngayon at Kailanman                  | 8 de junho de 2009      | 25 de setembro de 2009  |
| Adik Sa'Yo                           | 8 de junho de 2009      | 11 de setembro de 2009  |
| Kung Aagawin Mo ang Lahat sa Akin    | 22 de junho de 2009     | 25 de setembro de 2009  |
| All My Life                          | 29 de junho de 2009     | 18 de setembro de 2009  |
| Rosalinda                            | 6 de julho de 2009      | 27 de novembro de 2009  |
| Darna                                | 10 de agosto de 2009    | 19 de fevereiro de 2010 |
| Stairway to Heaven                   | 14 de setembro de 2009  | 11 de dezembro de 2009  |
| Ikaw Sana                            | 21 de setembro de 2009  | 5 de fevereiro de 2010  |
| Kaya Kong Abutin ang Langit          | 28 de setembro de 2009  | 5 de fevereiro de 2010  |
| Tinik sa Dibdib                      | 28 de setembro de 2009  | 22 de janeiro de 2010   |
| Full House                           | 30 de novembro de 2009  | 26 de fevereiro de 2010 |
| Sana Ngayong Pasko                   | 7 de dezembro de 2009   | 8 de janeiro de 2010    |

## Década de 2010

### 2010
| Título                          | Data de estreia         | Data final              | Notas                      |
| ------------------------------- | ----------------------- | ----------------------- | -------------------------- |
| The Last Prince                 | 11 de janeiro de 2010   | 25 de junho de 2010     |                            |
| Ina, Kasusuklaman Ba Kita?      | 25 de janeiro de 2010   | 21 de maio de 2010      |                            |
| Gumapang Ka sa Lusak            | 8 de fevereiro de 2010  | 18 de junho de 2010     |                            |
| First Time                      | 8 de fevereiro de 2010  | 25 de junho de 2010     |                            |
| Panday Kids                     | 22 de fevereiro de 2010 | 4 de junho de 2010      |                            |
| Diva                            | 1 de março de 2010      | 30 de julho de 2010     |                            |
| Basahang Ginto                  | 24 de maio de 2010      | 24 de setembro de 2010  |                            |
| Langit sa Piling Mo             | 31 de maio de 2010      | 17 de setembro de 2010  |                            |
| Pilyang Kerubin                 | 7 de junho de 2010      | 27 de agosto de 2010    |                            |
| Trudis Liit                     | 21 de junho de 2010     | 22 de outubro de 2010   |                            |
| Endless Love                    | 28 de junho de 2010     | 15 de outubro de 2010   |                            |
| Ilumina                         | 2 de agosto de 2010     | 19 de novembro de 2010  |                            |
| Grazilda                        | 13 de setembro de 2010  | 7 de janeiro de 2011    |                            |
| Bantatay                        | 20 de setembro de 2010  | 25 de fevereiro de 2011 |                            |
| Reel Love Presents Tween Hearts | 26 de setembro de 2010  | 10 de junho de 2012     |                            |
| Koreana                         | 11 de outubro de 2010   | 25 de fevereiro de 2011 |                            |
| Beauty Queen                    | 18 de outubro de 2010   | 4 de fevereiro de 2011  |                            |
| Little Star                     | 25 de octubre de 2010   | 11 de fevereiro de 2011 | Co-produzida por TAPE Inc. |
| Jillian: Namamasko Po           | 29 de novembro de 2010  | 21 de janeiro de 2011   |                            |

### 2011
| Título                     | Data de estreia         | Data final              |
| -------------------------- | ----------------------- | ----------------------- |
| Dwarfina                   | 10 de janeiro de 2011   | 6 de maio de 2011       |
| Alakdana                   | 24 de janeiro de 2011   | 13 de maio de 2011      |
| Machete                    | 24 de janeiro de 2011   | 18 de março de 2011     |
| I ♥ You, Pare!             | 7 de fevereiro de 2011  | 27 de maio de 2011      |
| Nita Negrita               | 14 de fevereiro de 2011 | 10 de junho de 2011     |
| My Lover, My Wife          | 28 de fevereiro de 2011 | 27 de maio de 2011      |
| Magic Palayok              | 28 de fevereiro de 2011 | 1 de julho de 2011      |
| Captain Barbell            | 28 de março de 2011     | 29 de julho de 2011     |
| Munting Heredera           | 9 de maio de 2011       | 3 de fevereiro de 2012  |
| Blusang Itim               | 16 de maio de 2011      | 12 de agosto de 2011    |
| Sisid                      | 30 de maio de 2011      | 16 de setembro de 2011  |
| Amaya                      | 30 de maio de 2011      | 13 de janeiro de 2012   |
| Sinner or Saint            | 13 de junho de 2011     | 7 de outubro de 2011    |
| Futbolilits                | 4 de julho de 2011      | 14 de outubro de 2011   |
| Mistaken Identity          | 23 de julho de 2011     | 27 de agosto de 2011    |
| Time of My Life            | 1 de agosto de 2011     | 18 de novembro de 2011  |
| Pahiram ng Isang Ina       | 15 de agosto de 2011    | 11 de novembro de 2011  |
| Iglot                      | 29 de agosto de 2011    | 11 de novembro de 2011  |
| Kung Aagawin Mo ang Langit | 19 de setembro de 2011  | 3 de fevereiro de 2012  |
| Ikaw Lang ang Mamahalin    | 10 de outubro de 2011   | 10 de fevereiro de 2012 |
| Daldalita                  | 17 de outubro de 2011   | 3 de fevereiro de 2012  |
| Kokak                      | 14 de novembro de 2011  | 2 de março de 2012      |

### 2012
| Título                                | Data de estreia         | Data final              |
| ------------------------------------- | ----------------------- | ----------------------- |
| Legacy                                | 16 de janeiro de 2012   | 1 de junho de 2012      |
| Broken Vow                            | 6 de fevereiro de 2012  | 15 de junho de 2012     |
| Alice Bungisngis and her Wonder Walis | 6 de fevereiro de 2012  | 8 de junho de 2012      |
| Biritera                              | 6 de fevereiro de 2012  | 18 de maio de 2012      |
| The Good Daughter                     | 13 de fevereiro de 2012 | 1 de junho de 2012      |
| My Beloved                            | 13 de fevereiro de 2012 | 8 de junho de 2012      |
| Hiram na Puso                         | 5 de março de 2012      | 6 de julho de 2012      |
| Luna Blanca                           | 21 de maio de 2012      | 26 de outubro de 2012   |
| Kasalanan Bang Ibigin Ka?             | 4 de junho de 2012      | 31 de agosto de 2012    |
| Makapiling Kang Muli                  | 4 de junho de 2012      | 7 de setembro de 2012   |
| My Daddy Dearest                      | 11 de junho de 2012     | 17 de agosto de 2012    |
| One True Love                         | 11 de junho de 2012     | 5 de outubro de 2012    |
| Together Forever                      | 17 de junho de 2012     | 8 de setembro de 2012   |
| Faithfully                            | 18 de junho de 2012     | 5 de outubro de 2012    |
| Hindi Ka na Mag-iisa                  | 9 de julho de 2012      | 26 de outubro de 2012   |
| Sana ay Ikaw na Nga                   | 3 de setembro de 2012   | 8 de fevereiro de 2013  |
| Aso ni San Roque                      | 10 de setembro de 2012  | 11 de janeiro de 2013   |
| Magdalena                             | 8 de outubro de 2012    | 18 de janeiro de 2013   |
| Coffee Prince                         | 8 de outubro de 2012    | 23 de novembro de 2012  |
| Cielo de Angelina                     | 22 de outubro de 2012   | 4 de janeiro de 2013    |
| Yesterday's Bride                     | 29 de outubro de 2012   | 22 de fevereiro de 2013 |
| Temptation of Wife                    | 29 de outubro de 2012   | 5 de abril de 2013      |
| Paroa: Ang Kuwento ni Mariposa        | 5 de novembro de 2012   | 1 de março de 2013      |
| Pahiram ng Sandali                    | 26 de novembro de 2012  | 15 de março de 2013     |
| Teen Gen                              | 16 de dezembro de 2012  | 30 de junho de 2013     |

### 2013
| Título                   | Data de estreia         | Data final              | Notas                                     |
| ------------------------ | ----------------------- | ----------------------- | ----------------------------------------- |
| Indio                    | 14 de janeiro de 2013   | 31 de maio de 2013      |                                           |
| Forever                  | 21 de janeiro de 2013   | 19 de abril de 2013     |                                           |
| Bukod Kang Pinagpala     | 11 de fevereiro de 2013 | 7 de junho de 2013      |                                           |
| Unforgettable            | 25 de fevereiro de 2013 | 31 de maio de 2013      |                                           |
| Mundo Mo'y Akin          | 18 de março de 2013     | 6 de setembro de 2013   |                                           |
| Love & Lies              | 8 de abril de 2013      | 7 de junho de 2013      |                                           |
| Kakambal ni Eliana       | 15 de abril de 2013     | 23 de agosto de 2013    |                                           |
| Home Sweet Home          | 22 de abril de 2013     | 19 de julho de 2013     |                                           |
| Mga Basang Sisiw         | 3 de junho de 2013      | 1 de novembro de 2013   |                                           |
| Anna Karenina            | 3 de junho de 2013      | 20 de setembro de 2013  |                                           |
| Maghihintay Pa Rin       | 10 de junho de 2013     | 27 de setembro de 2013  |                                           |
| My Husband's Lover       | 10 de junho de 2013     | 18 de outubro de 2013   |                                           |
| With a Smile             | 24 de junho de 2013     | 20 de setembro de 2013  |                                           |
| Binoy Henyo              | 22 de julho de 2013     | 20 de setembro de 2013  |                                           |
| Pyra: Ang Babaeng Apoy   | 26 de agosto de 2013    | 29 de novembro de 2013  |                                           |
| Akin Pa Rin ang Bukas    | 9 de setembro de 2013   | 27 de dezembro de 2013  |                                           |
| Dormitoryo               | 22 de setembro de 2013  | 22 de dezembro de 2013  |                                           |
| Prinsesa ng Buhay Ko     | 23 de setembro de 2013  | 24 de janeiro de 2014   |                                           |
| Kahit Nasaan Ka Man      | 23 de setembro de 2013  | 15 de novembro de 2013  |                                           |
| Magkano Ba ang Pag-ibig? | 30 de setembro de 2013  | 14 de fevereiro de 2014 |                                           |
| Genesis                  | 14 de outubro de 2013   | 27 de dezembro de 2013  |                                           |
| Katipunan                | 19 de outubro de 2013   | 28 de dezembro de 2013  | Produzida por GMA News and Public Affairs |
| Villa Quintana           | 4 de novembro de 2013   | 6 de junho de 2014      |                                           |
| Adarna                   | 18 de novembro de 2013  | 7 de março de 2014      |                                           |

### 2014
| Título                                               | Data de estreia         | Data final             | Notas                                     |
| ---------------------------------------------------- | ----------------------- | ---------------------- | ----------------------------------------- |
| The Borrowed Wife                                    | 20 de janeiro de 2014   | 23 de maio de 2014     |                                           |
| Paraiso Ko'y Ikaw                                    | 27 de janeiro de 2014   | 28 de março de 2014    |                                           |
| Carmela: Ang Pinakamagandang Babae sa Mundong Ibabaw | 27 de janeiro de 2014   | 23 de maio de 2014     |                                           |
| Rhodora X                                            | 27 de janeiro de 2014   | 30 de maio de 2014     |                                           |
| Innamorata                                           | 17 de fevereiro de 2014 | 20 de junho de 2014    |                                           |
| Kambal Sirena                                        | 10 de março de 2014     | 27 de junho de 2014    |                                           |
| Niño                                                 | 26 de mayo de 2014      | 12 de setembro de 2014 |                                           |
| Ang Dalawang Mrs. Real                               | 2 de junho de 2014      | 19 de setembro de 2014 |                                           |
| The Half Sisters                                     | 9 de junho de 2014      | 15 de janeiro de 2016  |                                           |
| Dading                                               | 23 de junho de 2014     | 10 de outubro de 2014  |                                           |
| My BFF                                               | 30 de junho de 2014     | 3 de outubro de 2014   |                                           |
| My Destiny                                           | 30 de junho de 2014     | 17 de outubro de 2014  |                                           |
| Sa Puso ni Dok                                       | 24 de agosto de 2014    | 28 de setembro de 2014 | Produzida por GMA News and Public Affairs |
| Strawberry Lane                                      | 15 de setembro de 2014  | 2 de janeiro de 2015   |                                           |
| Hiram na Alaala                                      | 22 de setembro de 2014  | 9 de janeiro de 2015   |                                           |
| Ang Lihim ni Annasandra                              | 6 de outubro de 2014    | 6 de fevereiro de 2015 |                                           |
| Yagit                                                | 13 de outubro de 2014   | 24 de julho de 2015    |                                           |
| Ilustrado                                            | 20 de outubro de 2014   | 14 de novembro de 2014 | Produzida por GMA News and Public Affairs |
| More Than Words                                      | 17 de novembro de 2014  | 6 de março de 2015     |                                           |

### 2015
| Título                   | Data de estreia        | Data final             | Notas                                     |
| ------------------------ | ---------------------- | ---------------------- | ----------------------------------------- |
| Once Upon a Kiss         | 5 de janeiro de 2015   | 1 de maio de 2015      |                                           |
| Second Chances           | 12 de janeiro de 2015  | 8 de maio de 2015      |                                           |
| Kailan Ba Tama ang Mali? | 9 de fevereiro de 2015 | 8 de maio de 2015      |                                           |
| Pari 'Koy                | 9 de março de 2015     | 21 de agosto de 2015   |                                           |
| InstaDad                 | 5 de abril de 2015     | 5 de julho de 2015     |                                           |
| Let the Love Begin       | 4 de maio de 2015      | 7 de agosto de 2015    |                                           |
| Healing Hearts           | 11 de maio de 2015     | 11 de setembro de 2015 |                                           |
| The Rich Man's Daughter  | 11 de maio de 2015     | 7 de agosto de 2015    |                                           |
| My Mother's Secret       | 25 de maio de 2015     | 7 de agosto de 2015    |                                           |
| Buena Familia            | 28 de julho de 2015    | 4 de março de 2016     |                                           |
| Beautiful Strangers      | 10 de agosto de 2015   | 27 de novembro de 2015 |                                           |
| My Faithful Husband      | 10 de agosto de 2015   | 13 de novembro de 2015 |                                           |
| MariMar                  | 24 de agosto de 2015   | 8 de janeiro de 2016   |                                           |
| Destiny Rose             | 14 de setembro de 2015 | 11 de março de 2016    |                                           |
| Princess in the Palace   | 21 de setembro de 2015 | 10 de junho de 2016    | Produzida por TAPE Inc.                   |
| Dangwa                   | 26 de outubro de 2015  | 29 de janeiro de 2016  | Produzida por GMA News and Public Affairs |
| Little Nanay             | 16 de novembro de 2015 | 23 de março de 2016    |                                           |
| Because of You           | 30 de novembro de 2015 | 13 de maio de 2016     |                                           |

### 2016
| Título                    | Data de estreia        | Data final              | Notas                                     |
| ------------------------- | ---------------------- | ----------------------- | ----------------------------------------- |
| Wish I May                | 18 de janeiro de 2016  | 20 de maio de 2016      |                                           |
| That's My Amboy           | 25 de janeiro de 2016  | 29 de abril de 2016     |                                           |
| Hanggang Makita Kang Muli | 7 de março de 2016     | 15 de julho de 2016     |                                           |
| The Millionaire's Wife    | 14 de março de 2016    | 24 de junho de 2016     |                                           |
| Poor Señorita             | 28 de março de 2016    | 15 de julho de 2016     |                                           |
| Naku, Boss Ko!            | 25 de abril de 2016    | 5 de maio de 2016       | Produzida por GMA News and Public Affairs |
| Once Again                | 2 de maio de 2016      | 22 de julho de 2016     |                                           |
| Juan Happy Love Story     | 16 de maio de 2016     | 2 de setembro de 2016   |                                           |
| Magkaibang Mundo          | 23 de maio de 2016     | 16 de setembro de 2016  |                                           |
| Calle Siete               | 13 de junho de 2016    | 21 de outubro de 2016   | Produzida por TAPE Inc.                   |
| Sa Piling ni Nanay        | 27 de junho de 2016    | 27 de janeiro de 2017   |                                           |
| Sinungaling Mong Puso     | 18 de julho de 2016    | 28 de outubro de 2016   |                                           |
| Encantadia                | 18 de julho de 2016    | 19 de maio de 2017      |                                           |
| Someone to Watch Over Me  | 5 de setembro de 2016  | 6 de janeiro de 2017    |                                           |
| Oh, My Mama!              | 19 de setembro de 2016 | 2 de dezembro de 2016   |                                           |
| Alyas Robin Hood          | 19 de setembro de 2016 | 24 de novembro de 2017  |                                           |
| Trops                     | 24 de outubro de 2016  | 22 de setembro de 2017  | Produzida por TAPE Inc.                   |
| Hahamakin ang Lahat       | 31 de outubro de 2016  | 17 de fevereiro de 2017 |                                           |
| Ika-6 na Utos             | 5 de dezembro de 2016  | 17 de março de 2018     |                                           |

### 2017
| Título                              | Data de estreia         | Data final              | Notas                                     |
| ----------------------------------- | ----------------------- | ----------------------- | ----------------------------------------- |
| Meant to Be                         | 9 de janeiro de 2017    | 23 de junho de 2017     |                                           |
| Pinulot Ka Lang Sa Lupa             | 30 de janeiro de 2017   | 12 de abril de 2017     |                                           |
| Legally Blind                       | 20 de fevereiro de 2017 | 30 de junho de 2017     |                                           |
| Destined to be Yours                | 27 de fevereiro de 2017 | 26 de maio de 2017      |                                           |
| D' Originals                        | 17 de abril de 2017     | 7 de julho de 2017      | Produzida por GMA News and Public Affairs |
| Mulawin vs. Ravena                  | 22 de maio de 2017      | 15 de setembro de 2017  |                                           |
| My Love from the Star               | 29 de maio de 2017      | 11 de agosto de 2017    |                                           |
| I Heart Davao                       | 26 de junho de 2017     | 18 de agosto de 2017    | Produzida por GMA News and Public Affairs |
| Impostora                           | 3 de julho de 2017      | 9 de fevereiro de 2018  |                                           |
| Haplos                              | 10 de julho de 2017     | 23 de fevereiro de 2018 |                                           |
| G.R.I.N.D. Get Ready It's a New Day | 19 de agosto de 2017    | 21 de outubro de 2017   | Producida por Wizpher Mac Productions     |
| My Korean Jagiya                    | 21 de agosto de 2017    | 12 de janeiro de 2018   |                                           |
| Super Ma'am                         | 18 de setembro de 2017  | 26 de janeiro de 2018   |                                           |
| Kambal, Karibal                     | 27 de novembro de 2017  | 3 de agosto de 2018     |                                           |

### 2018
| Título                     | Data de estreia         | Data final              | Notas                                     |
| -------------------------- | ----------------------- | ----------------------- | ----------------------------------------- |
| The One That Got Away      | 15 de janeiro de 2018   | 18 de maio de 2018      |                                           |
| Sirkus                     | 21 de janeiro de 2018   | 15 de abril de 2018     | Produzida por GMA News and Public Affairs |
| Sherlock Jr.               | 29 de janeiro de 2018   | 27 de abril de 2018     |                                           |
| The Stepdaughters          | 12 de fevereiro 2018    | 19 de outubro de 2018   |                                           |
| Hindi Ko Kayang Iwan Ka    | 26 de fevereiro de 2018 | 31 de agosto de 2018    |                                           |
| Ang Forever Ko'y Ikaw      | 12 de março de 2018     | 4 de maio de 2018       |                                           |
| Contessa                   | 19 de março de 2018     | 8 de setembro de 2018   |                                           |
| The Cure                   | 30 de abril de 2018     | 27 de julho de 2018     |                                           |
| My Guitar Princess         | 7 de maio de 2018       | 13 de julho de 2018     | Produzida por GMA News and Public Affairs |
| Inday Will Always Love You | 21 de maio de 2018      | 5 de outubro de 2018    | Produzida por GMA News and Public Affairs |
| Kapag Nahati ang Puso      | 16 de julho de 2018     | 2 de novembro de 2018   |                                           |
| Victor Magtanggol          | 30 de julho de 2018     | 16 de novembro de 2018  |                                           |
| Onanay                     | 6 de agosto de 2018     | 15 de março de 2019     |                                           |
| My Special Tatay           | 3 de setembro de 2018   | 29 de março de 2019     |                                           |
| Ika-5 Utos                 | 10 de setembro de 2018  | 8 de fevereiro de 2019  |                                           |
| Pamilya Roces              | 8 de outubro de 2018    | 14 de dezembro de 2018  |                                           |
| Asawa Ko, Karibal Ko       | 22 de outubro de 2018   | 2 de março de 2019      |                                           |
| Cain at Abel               | 19 de novembro de 2018  | 15 de fevereiro de 2019 |                                           |

### 2019
| Título                       | Data de estreia         | Data final          | Notas                                      |
| ---------------------------- | ----------------------- | ------------------- | ------------------------------------------ |
| TODA One I Love              | 4 de fevereiro de 2019  | 17 de abril de 2019 | Produzida pela GMA News and Public Affairs |
| Inagaw na Bituin             | 11 de fevereiro de 2019 | 17 de maio de 2019  |                                            |
| Kara Mia                     | 18 de febrero de 2019   |                     |                                            |
| Hiram na Anak                | 25 de fevereiro de 2019 | 3 de maio de 2019   |                                            |
| Dragon Lady                  | 4 de março de 2019      |                     |                                            |
| Sahaya                       | 18 de março de 2019     |                     |                                            |
| Bihag                        | 1 de abril de 2019      |                     |                                            |
| Love You Two                 | 22 de abril de 2019     |                     |                                            |
| Dahil sa Pag-ibig            | 20 de maio de 2019      |                     |                                            |
| The Better Woman             | 2019                    |                     |                                            |
| Hanggang sa Dulo ng Buhay Ko | 2019                    |                     |                                            |
| Descendants of the Sun       | 2019                    |                     |                                            |
| Mga Kamay ni Milagros        | 2019                    |                     |                                            |
| One of the Bais              | 2019                    |                     |                                            |
| Prima Donnas                 | 2019                    |                     |                                            |